# Дом Анны Монс
«Дом Анны Монс» (Усадьба Вандергульстов или Палаты Ван-дер-Гульстов) — каменные палаты, единственный сохранившийся жилой дом Немецкой слободы, памятник архитектуры федерального значения рубежа XVII и XVIII веков.

## История
Каменные палаты принадлежали отцу и сыну Ван-дер-Гульстам, бывшими лекарями царя Алексея Михайловича и царя Петра. Легенда связывает здание с именем Анны Монс, фаворитки Петра I.

Карта расположения дома Анны Монс в квартале (2021)

Здание находится на территории бывшего завода точных приборов, который не действует с 2004 года. С двух сторон палаты окружены старыми корпусами завода постройки начала XX века, с двух других сторон — недостроенным зданием 1980-х — 90-х годов.

## Современное состояние
По сведениям движения «Архнадзор» в результате бездействия госкорпорации «Российские космические системы» (РКС), в пользование которой выделено здание, объект культурного наследия пришёл в аварийное состояние. По состоянию на конец 2014 года здание «не реставрируется, не используется, ветшает и разрушается, его не могут посещать туристы».
Замоскворецкий районный суд города Москвы 28 января 2015 года приговорил «РКС» к штрафу в размере 200 тысяч рублей за невыполнение работ, предусмотренных охранным обязательством пользователя объекта культурного наследия.
29 апреля 2015 года Девятый арбитражный апелляционный суд отказал ОАО «Российские космические системы» в удовлетворении апелляционной жалобы на решение Арбитражного суда города Москвы от 27 февраля 2015 года.
В конце 2016 года здание перешло в ведение Агентства по управлению и использованию памятников истории и культуры при Минкультуры РФ (АУИПИК) и выставлялось им на торги по программе «Рубль за метр». Но торги не состоялись.
В марте 2017 г. Департаментом культурного наследия выдано задание на разработку научно-проектной документации по сохранению объекта.
В мае 2019 года состояние памятника архитектуры было показано в программе «Наступление на наследие». Координатор «Архнадзора» Андрей Новичков со съёмочной группой без предупреждения посетил закрытую территорию завода, где расположено здание, и зафиксировал аварийность фасадных стен, а также внутренних помещений.

В мае 2020 года госкомпания «ДОМ.РФ» сообщила о планах провести в ближайшее время конкурс по продаже дома. В июле того же года дом был продан в частную собственность. По состоянию на осень 2021 года не были проведены какие-либо консервационные или реставрационные работы, в непосредственной близости от здания проводятся масштабные работы по сносу, с применением строительной техники. По мнению представителя ВООПиК Евгения Соседова, сложившаяся ситуация носит не уникальный, а систематический характер:
В Москве меньше чем за десять лет ликвидированы механизмы защиты исторического облика. Даже в лужковские времена находился баланс и одерживались градозащитные победы. Нынешние столичные власти сделали всё, чтобы можно было в любой момент что угодно сломать или построить.

## Галерея

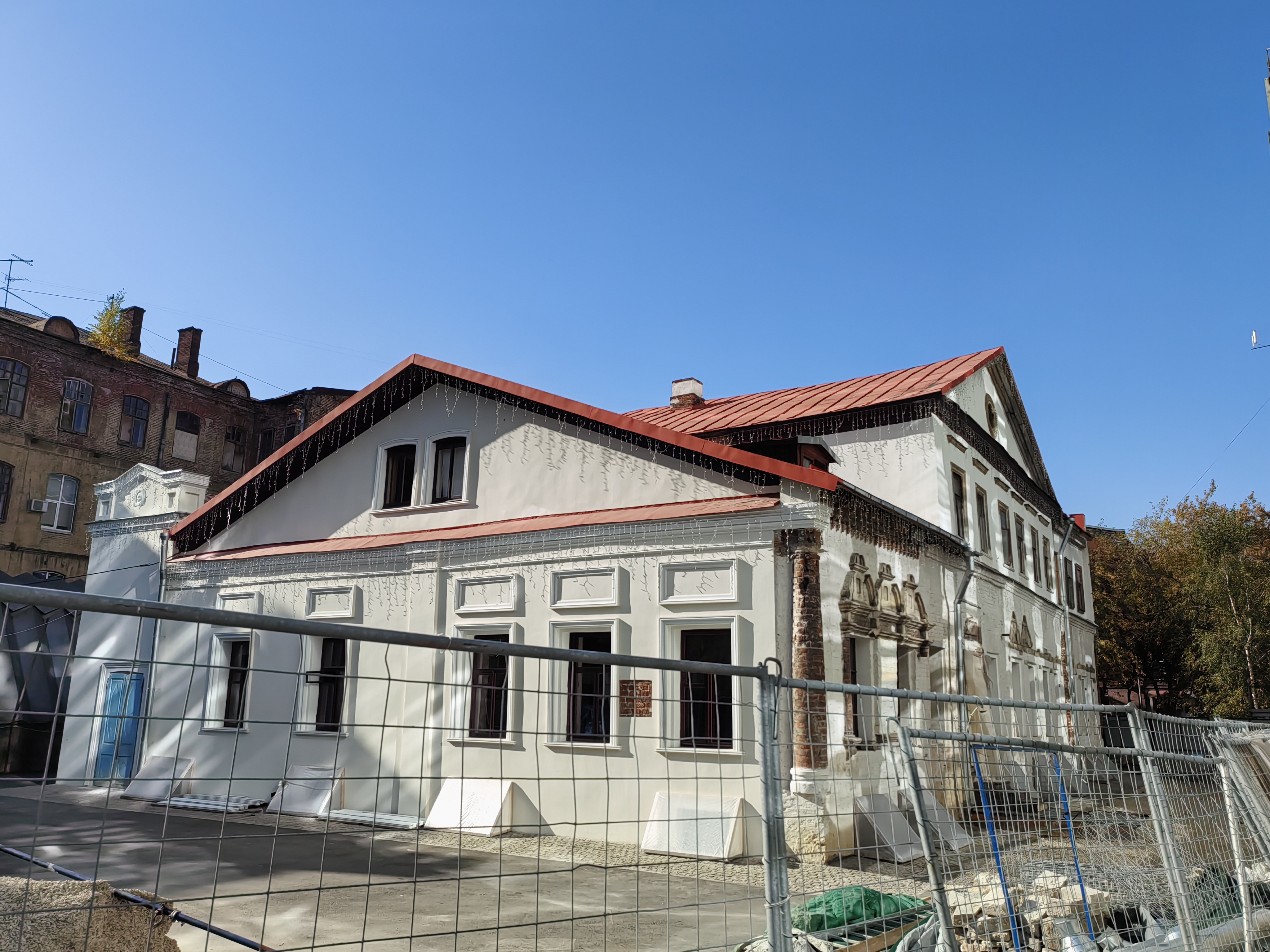
Вид на Дом Анны Монс после открытия прохода со стороны Старокирочного переулка.

Осенью 2021 года в непосредственной близи от дома начались работы по сносу корпуса бывшего завода точных приборов. Состояние дома в сентябре - октябре 2021 года, а также его окрестностей запечатлено на фотографиях. 

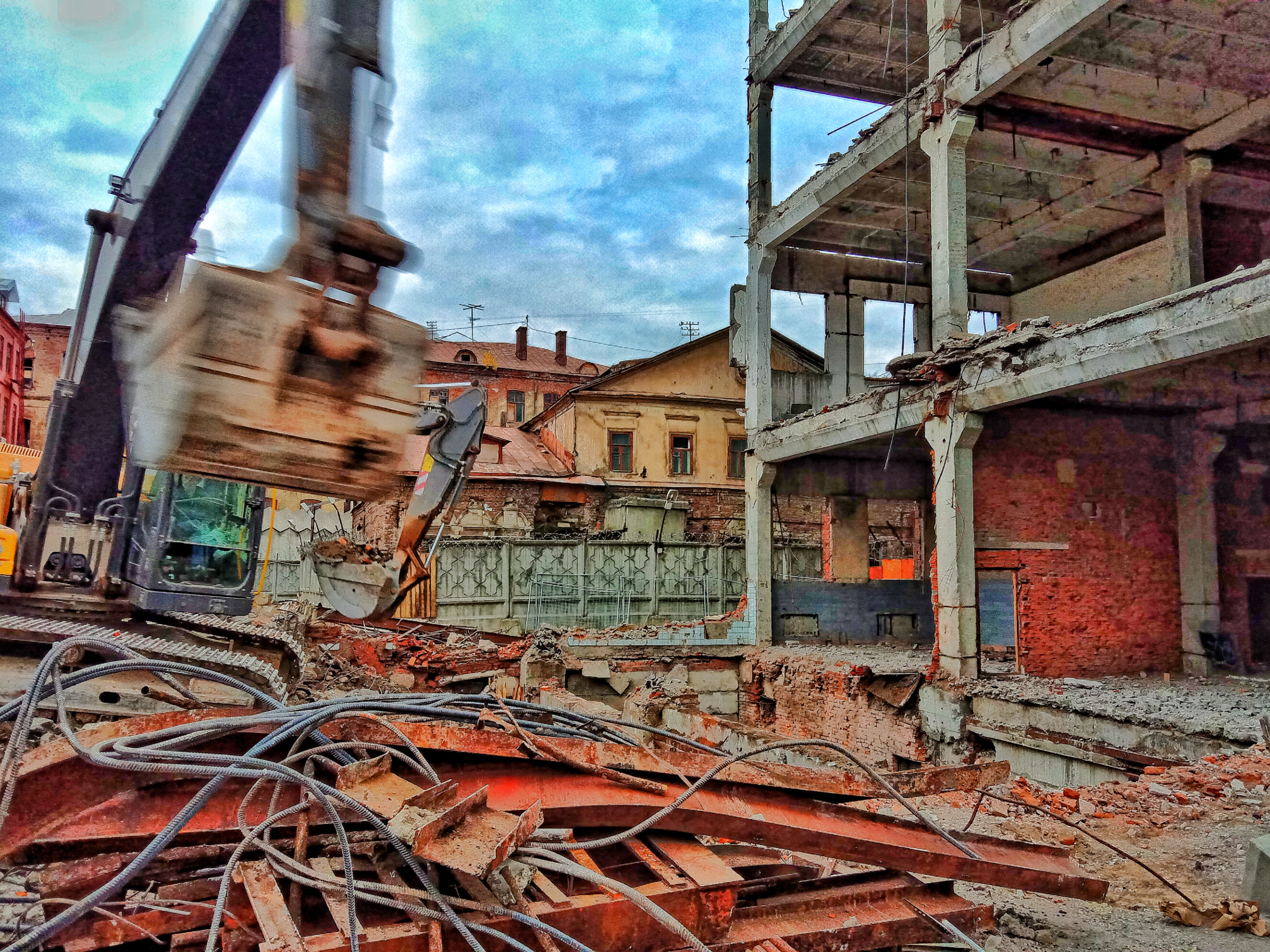
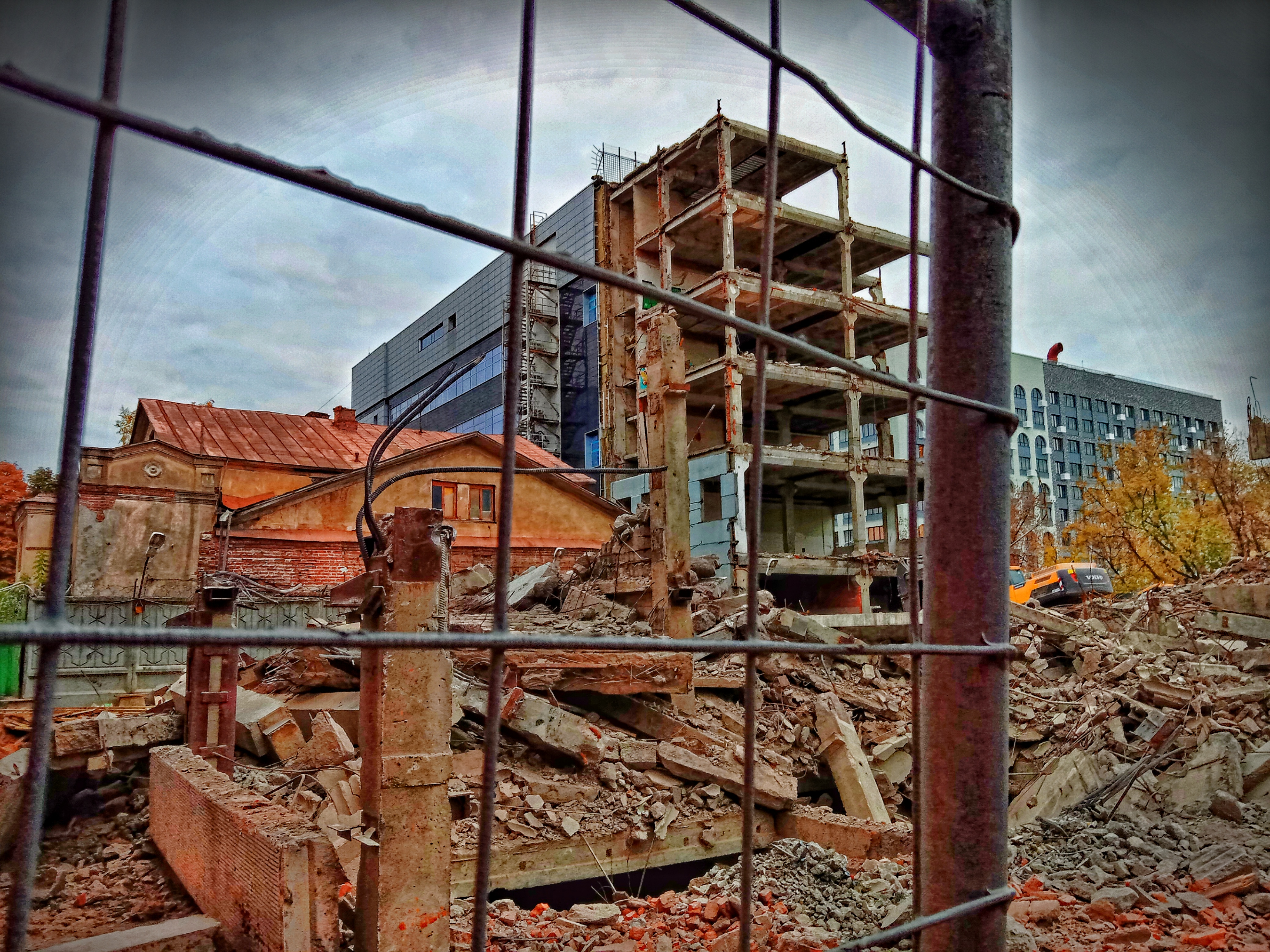
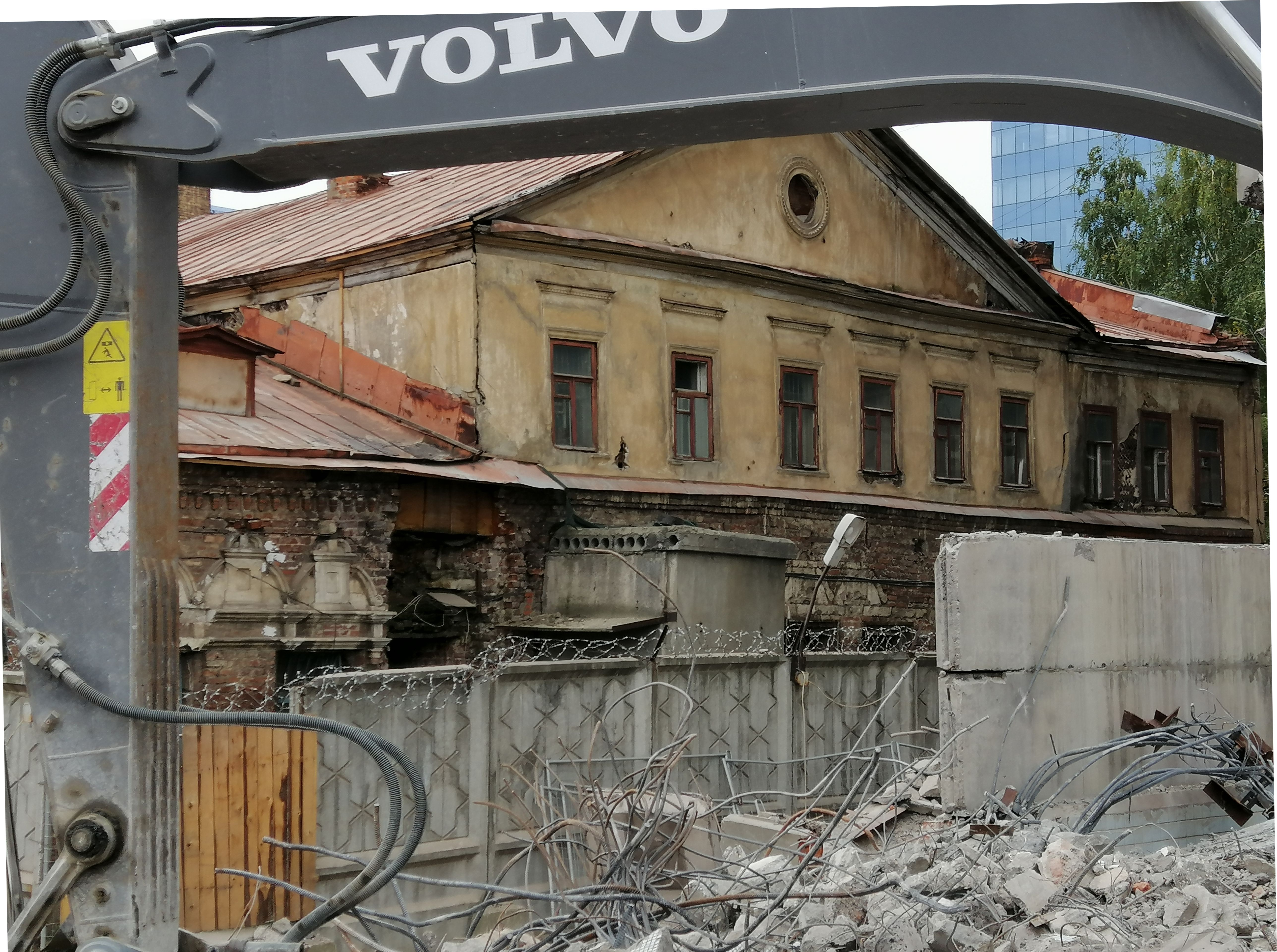
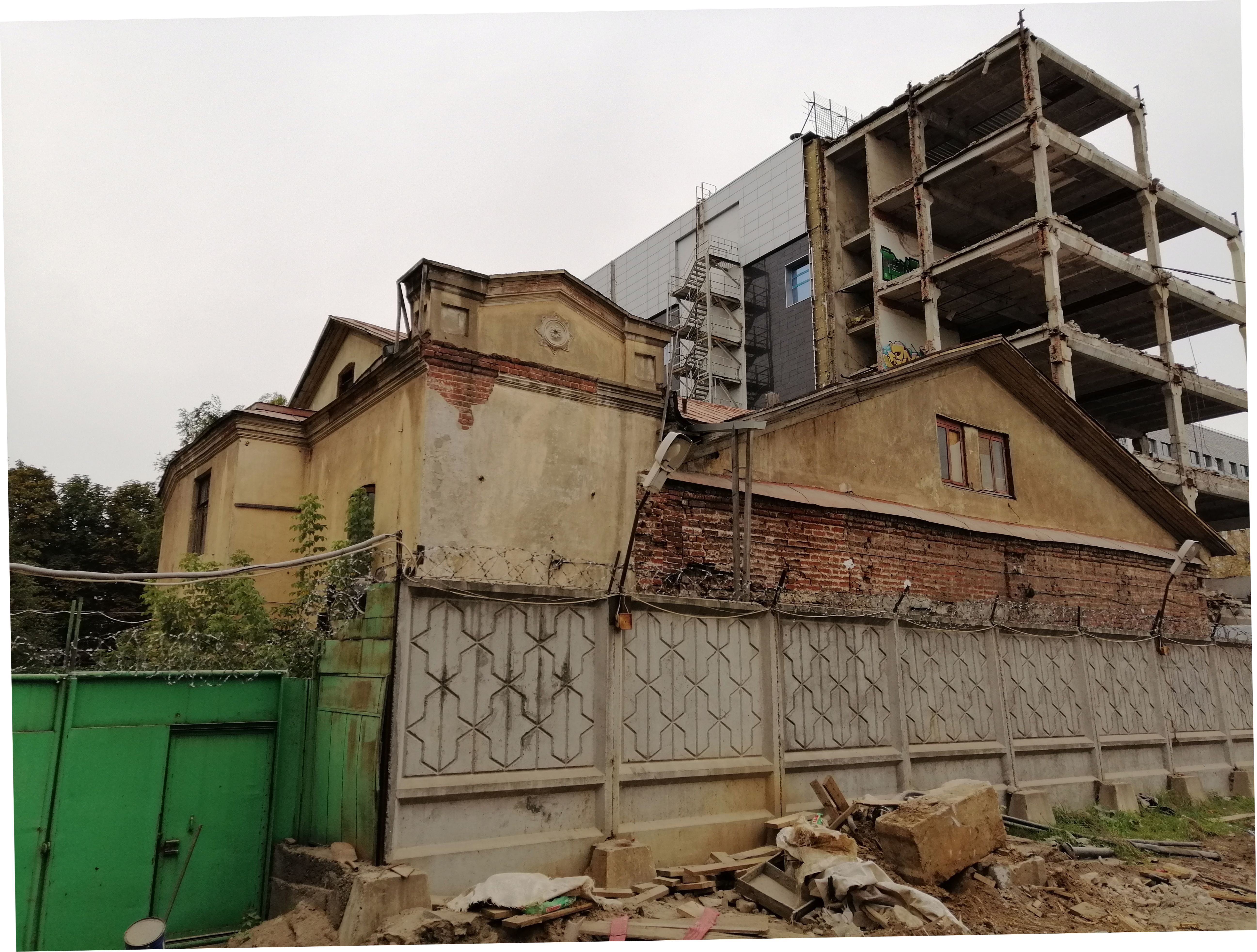
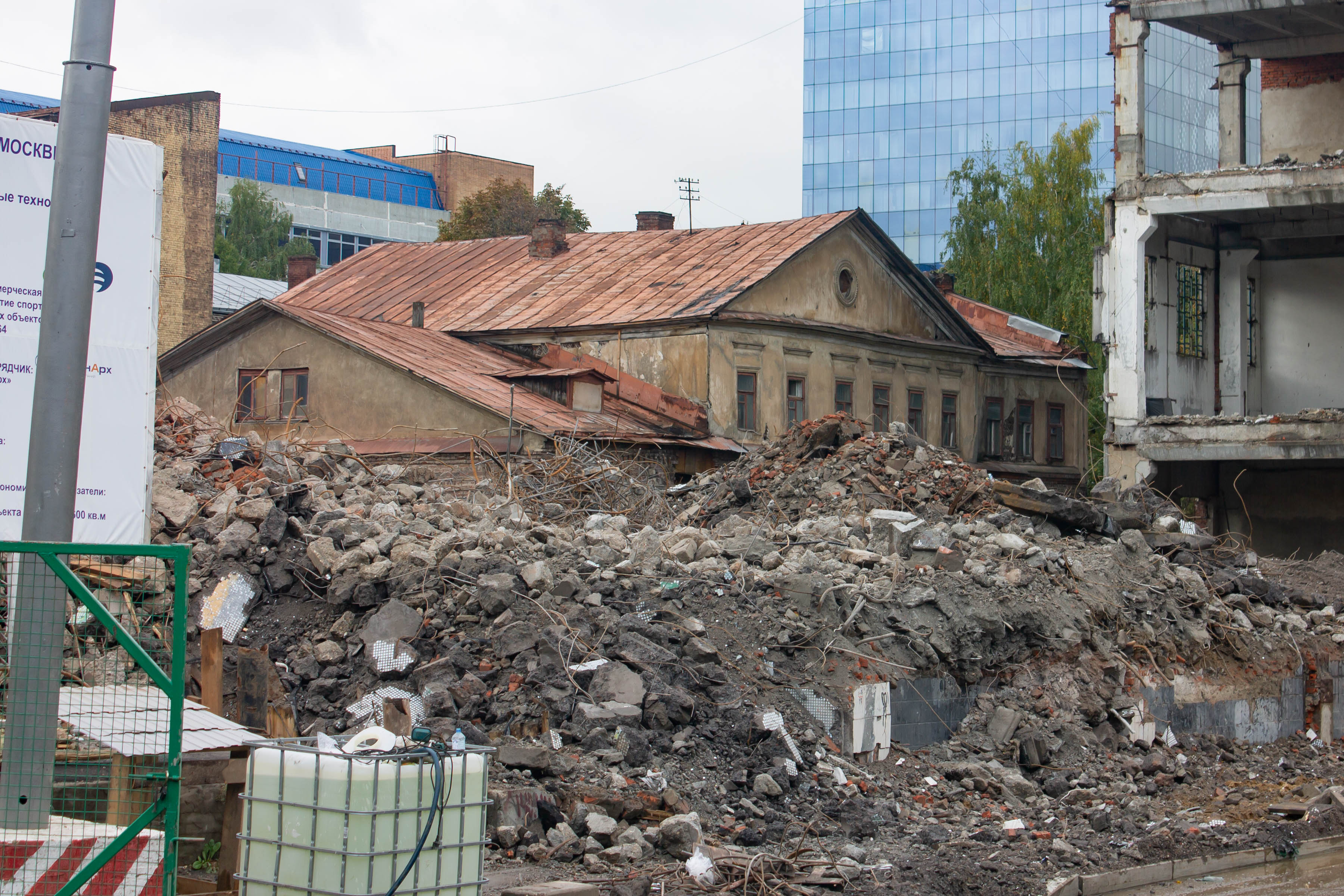
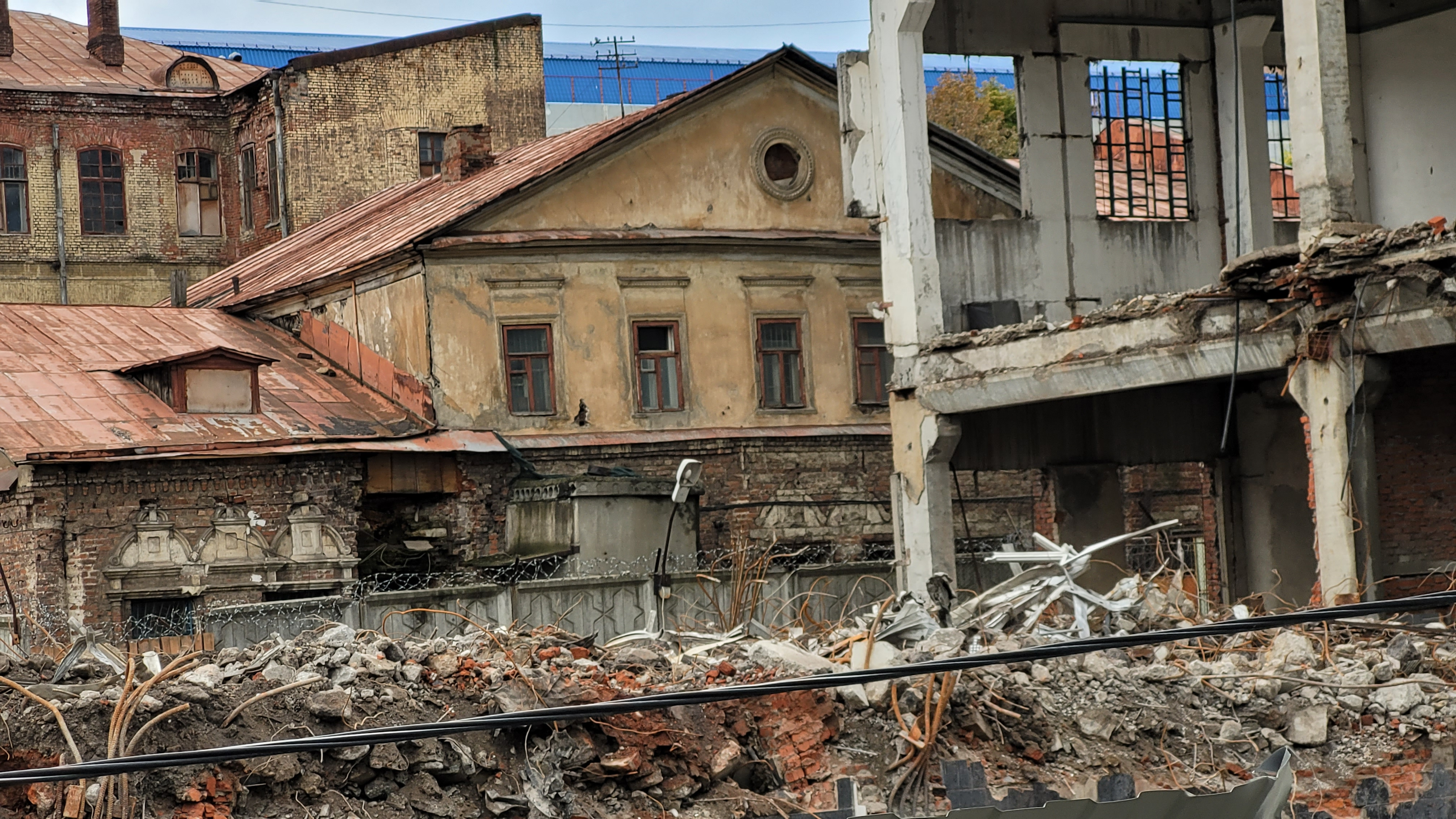